# Cours (Nièvre)
Pour les articles homonymes, voir Cours.
Cours, parfois Cours-lès-Cosne, est une ancienne commune française située dans le département de la Nièvre et la région Bourgogne-Franche-Comté. Depuis le 1er janvier 1973, elle fait partie de la commune de Cosne-Cours-sur-Loire.

## Géographie
Le village se situe en prolongement de Cosne-sur-Loire (côté nord, en direction de Saint-Loup), à environ 5 km de Cosne. Sa commune comprenait seize hameaux sur une superficie de 2 274 ha.

### Communes limitrophes
| Myennes               |            | Saint-Loup |
|                       | Cours      |            |
| Cosne-Cours-sur-Loire | Saint-Père |            |

## Histoire
Au tournant du XIIe siècle, Humbaud (51e év. 1087-1114) donne à l'abbaye Saint-Laurent la cure de Cours, où il construit également un prieuré. Ce dernier est détruit à plusieurs reprises, y compris pendant les guerres de Religion. Une plaque portant une inscription latine, au-dessus de la porte d'entrée, signale que subséquemment à ces guerres, l'abbaye est reconstruite en 1631 par N. de Launay, prieur-curé de Cours. Une curiosité est son puits protégé par un mur en demi-cône aigu.
Avant sa fusion avec Cosne-sur-Loire, la commune portait le code commune 58091. À la suite du décret du 28 décembre 1972, elle est rattachée à Cosne-sur-Loire le 1er janvier 1973. Elle devient une commune associée à cette dernière.

## Politique et administration

### Liste des maires
| Période                                  | Période | Identité | Étiquette | Qualité |
| ---------------------------------------- | ------- | -------- | --------- | ------- |
| Les données manquantes sont à compléter. |         |          |           |         |
|                                          |         |          |           |         |

### Liste des maires délégués
Depuis le 1er janvier 1973, Cours dispose d'un maire délégué en tant que commune associée à Cosne-sur-Loire, et trois conseillers siègent au conseil municipal de Cosne.
| Période                                  | Période                   | Identité           | Étiquette | Qualité |
| ---------------------------------------- | ------------------------- | ------------------ | --------- | ------- |
| Les données manquantes sont à compléter. |                           |                    |           |         |
| mars 1977                                | mars 1989                 | Émile Van Muylders |           |         |
|                                          |                           | M. Caraillon       |           |         |
|                                          |                           | Ginette Laurens    |           |         |
| mars 2008                                | mars 2014                 | Chantal Kovac-Rio  |           |         |
| 29 mars 2014                             | En cours (au 8 juin 2014) | Thierry Demay      |           |         |

## Population et société

### Démographie
| 1962 | 1968 | 1975 | 1982 | 1990 | 1999 | 2006 | 2007 | 2008  |
| ---- | ---- | ---- | ---- | ---- | ---- | ---- | ---- | ----- |
| -    | -    | -    | -    | -    | -    | -    | -    | 1 832 |

| 2011  | 2012  | 2014  | - | - | - | - | - | - |
| ----- | ----- | ----- | - | - | - | - | - | - |
| 1 760 | 1 800 | 1 733 | - | - | - | - | - | - |

## Économie
Principalement rural, le village compte une dizaine d'exploitations agricoles céréalières et aussi de l'élevage.
Le vignoble du Coteaux-du-giennois s'étend sur Cours.

## Culture locale et patrimoine

### Héraldique
| Blason de Cours (Nièvre) | Blason  | D'azur à la fasce d'or chargée à dextre d'un roc d'échiquier et à senestre d'une étoile, le tout de sable. |
| Blason de Cours (Nièvre) | Détails | Le statut officiel du blason reste à déterminer.                                                           |

### Lieux et monuments

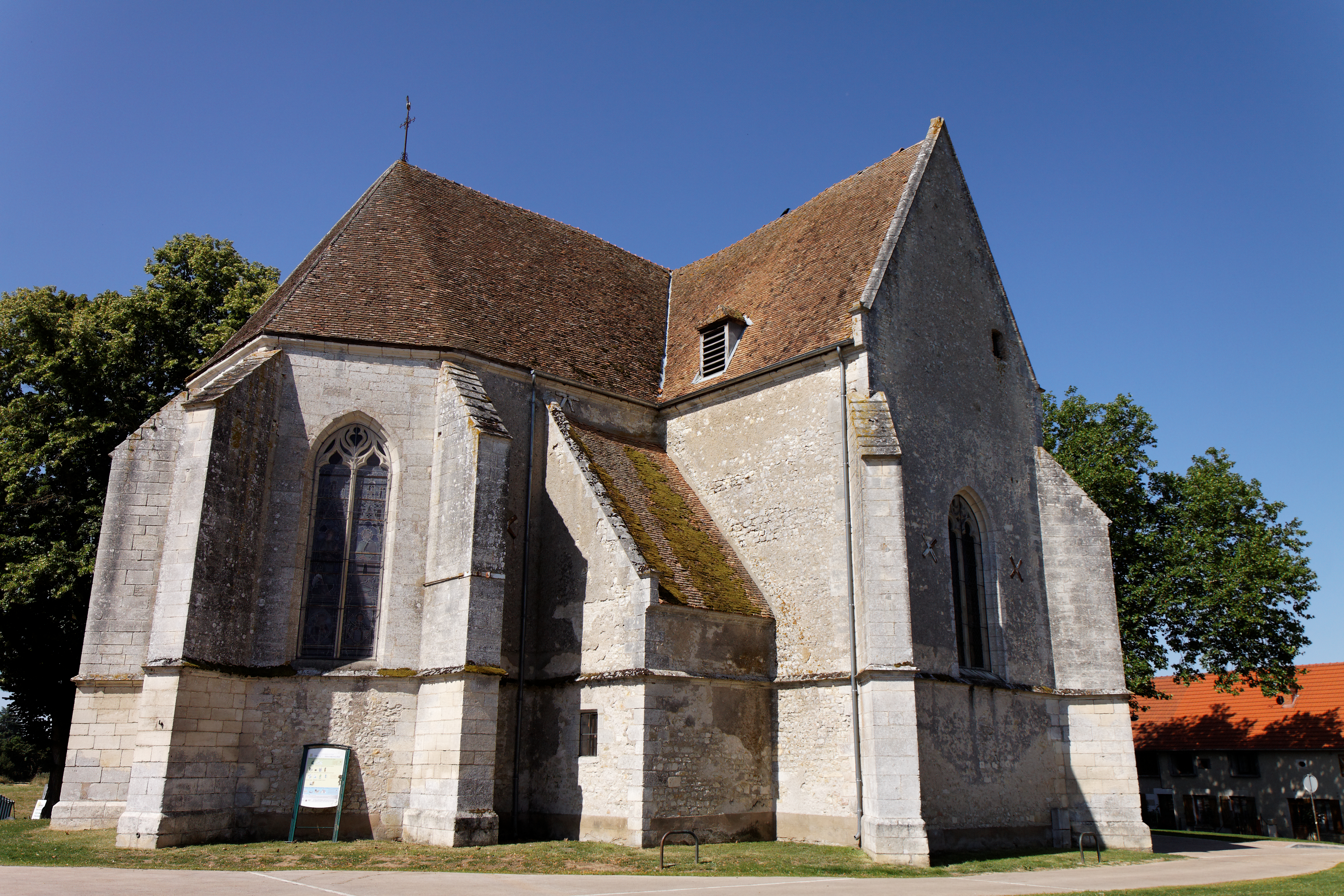
L'église Saint-Symphorien.

L'église Saint-Symphorien datant du XVIe siècle fut édifiée sur l'emplacement d'une ancienne église romane. Elle abrite une Pietà.

### Personnalités liées au village
- Gérard Saclier de La Bâtie (1925-2006), généalogiste et militant royaliste français.